# Provincia Northern Cape
Nothern Cape (adică "Capul Nordic") este o provincie în Africa de Sud. Reședința sa este orașul Kimberley.